# فلسفة هندية
تشير الفلسفة الهندية إلى التقاليد الفلسفية التي انتشرت في شبه القارة الهندية. يفصل التصنيف الهندوسي التقليدي بين مدرسة أستيكا الفلسفية (الأرثوذكسية) ومدرسة ناستيكا الفلسفية (البدعية)، بناء على واحد من ثلاثة معايير بديلة: إيمان المدرسة بأن الفيدا مصدر معرفة صالح؛ وإيمان المدرسة بالبراهمان والأتمان؛ وإيمان المدرسة بالحياة اللاحقة والديفا.
تنقسم الفلسفة الفيدية إلى ست مدارس أرثوذكسية رئيسية –نيايا وفايشيشيكا وسامخيا ويوغا وميمامسا وفيدانتا، وخمس مدارس بدعية رئيسية –الجاينية والبوذية والآجيفيكا وأجنانا وشارفاكا. يوجد أساليب أخرى للتصنيف، فعلى سبيل الذكر، تحدد فيديارانيا ست عشرة مدرسة من مدارس الفلسفة الهندية عن طريق إدراج تلك التي تنتمي إلى تقاليد الشيفاوية والريسيزفارا.
أُضفي الطابع الرسمي على المدارس الرئيسية للفلسفة الهندية واعتُرِف بها رسميًا بين العام 500 قبل الميلاد وأواخر قرون الحقبة العامة. احتد التنافس والاندماج بين مختلف المدارس، على الرغم من ادعاءات الوحدة الهندوسية في وقت لاحق. صمدت بعض المدارس كالجاينية والبوذية واليوغا والشيفاوية والفيدانتا، على النقيض من بعض المدارس الأخرى كأجنانا وشارفاكا وآجيفيكا.
تحتوي نصوص العصور القديمة والعصور الوسطى للفلسفات الهندية على مناقشات مستفيضة حول علم الآثار (الميتافيزيقيا، والبراهمان-الأتمان، وسونياتا-أناتا)، ووسائل معرفية موثوقة (نظرية المعرفة والبرامانا)، ونظام القيم (علم القيم)، ومواضيع أخرى.

## المحاور المشتركة
تشترك الفلسفات الهندية في العديد من المحاور والمفاهيم كدارما وكارما وسامسارا وتناسخ الأرواح ودوكخا والزهد والتأمل، إذ ينصب تركيز جميعها تقريبًا على الهدف الأسمى المتمثل في تحرير الفرد من دوكخا وسامسارا من خلال مجموعة متنوعة من الممارسات الروحية (موكشا ونيرفانا). تختلف الفلسفات في افتراضاتها حول طبيعة الوجود وكذلك سمات السبيل المؤدي إلى الخلاص النهائي، ما أدى إلى تعارض العديد من المدارس مع بعضها البعض. تغطي مذاهبها القديمة مجموعة متنوعة من الفلسفات الموجودة في الثقافات القديمة الأخرى.

## المدارس الأرثوذكسية
صُنّفت العديد من التقاليد الفكرية الهندوسية خلال فترة العصور الوسطى من عقيدة البراهمانية-السنسكريتية في قائمة قياسية تضم ست مدارس أرثوذكسية (أستيكا)، وتُعرف باسم «الفلسفات الست»، وتقبل جميعها شهادة الفيدا.
هذه «الفلسفات الست» هي:
- سامخيا، وهو تقليد فلسفي يرى أن الكون يتكون من واقعين مستقلين: بوروشا (الوعي المدرك)، وبراكريتي (الواقع المدرك، بما في ذلك العقل والإدراك والمادة)، ويصف علم النفس القائم على هذه الازدواجية، ويجري فيه تمييز بوروشا وتنقيتها من شوائب براكريتي. شملت هذه الفلسفة المؤلفين الملحدين وكذلك بعض المفكرين التوحيديين، وتشكل أساس الكثير من الفلسفة الهندية اللاحقة.
- اليوغا، وهي مدرسة مماثلة لسامخيا (أو ربما فرع منها) وتقبل إلهًا شخصيًا وتركز على ممارسة اليوغا.
- نيايا، وهي فلسفة تركز على المنطق وعلم النفس. تقبل هذه الفلسفة ستة أنواع من البرامانا (المبررات المعرفية): (1) الإدراك، و(2) الاستدلال، و(3) المقارنة والقياس، و(4) الافتراض والاستنباط من الظروف، و(5) عدم الإدراك والبرهان السلبي المعرفي، و(6) الكلمة وشهادة الخبراء الموثوق بهم في الماضي أو الحاضر. تدافع فلسفة نيايا عن شكل من أشكال الواقعية المباشرة ونظرية المواد (درافيا).
- فايشيشيكا، وهي فلسفة وثيقة الصلة ببمدرسة نيايا، ويركز هذا التقليد على الميتافيزيقيا الجوهرية، وعلى الدفاع عن نظرية الذرات. خلافًا لفلسفة نيايا، لا تقبل فايشيشيكا سوى اثنين من البرامانا: الإدراك والاستدلال.
- ميمامسا، وهي مدرسة تركز على تفسير الفيدا وفقه اللغة وتفسير الطقوس الفيدية.
- فيدانتا (تُعرف أيضًا باسم أوتارا ميمامسا)، وتركز على تفسير فلسفة الأوبانيشاد، ولا سيما الأفكار الخلاصية والميتافيزيقية المتعلقة بالبراهمان والأتمان.

لأسباب تاريخية ومفاهيمية، غالبًا ما تقترن الفلسفات التالية في بعض الأحيان ضمن ثلاث مجموعات، وهي: نيايا-  فايشيشيكا وسامخيا- يوغا وميمامسا- فيدانتا.
اشتمل كل تقليد على تيارات ومدارس فرعية مختلفة، فعلى سبيل الذكر، توزعت فلسفة فيدانتا بين المدارس الفرعية أدفايتا (اللاثنائية)، وفيشيشتادفايتا (اللاثنائية المؤهلة)، ودفايتا (الثنائية)، ودفاتيدافايتا (الثنائية اللالثنائية)، وسودادافايتا، وأشنتيا بيدا أبيدا (الوحدانية غير المُتصوّرة والاختلاف).
علاوة على تلك المدارس، تشتمل مادافا فيديارانيا كذلك على ما يلي من الفلسفات التوحيدية سالفة الذكر القائمة على أساس أغما وتانترا:
- باسوباتا، مدرسة تابعة للشيفاوية أنشأها ناكوليسا.
- سايفا، مدرسة سانخيا التوحيديّة.
- براتيابجنيا، المدرسة الإدراكية.
- راسيسفارا، المدرسة المتقلبة.
- بانيني دارسانا، المدرسة النحوية (التي توضح نظرية سفوتا).

ليست الأنظمة المذكورة سابقًا الأنظمة الأرثوذكسية الوحيدة فحسب، وإنما الأنظمة البارزة منها، فهناك مدارس أرثوذكسية أخرى. تقبل هذه الأنظمة سلطة فيدا وتُعتبر مدارس أرثوذكسية للفلسفة الهندوسية (أستيكا)، وفضلًا عن ذلك، تُعتبر المدارس التي لا تقبل سلطة الفيدا (ناستيكا) أنظمة بدعية كالبوذية والجاينية والآجيفيكا وشارفاكا. يُعتبر هذا المصطلح البدعي الأرثوذكسي بناء للغات الغربية، ويفتقر إلى الجذور العلمية في اللغة السنسكريتية. وفقًا لأندرو نيكلسون، انتشر الكثير من ترجمات الهرطقة المختلفة لفلسفتي أستيكا وناستيكا في كتابات القرن العشرين التي تتحدث عن الفلسفات الهندية، إلا أن العديد منها غير متقن ويشوبه الخلل.
- تُعتبر شارفاكا مدرسة فكرية مادية وإلحادية جديرة بالذكر على أنها دليل على حركة مادية في الفلسفة الهندوسية.[11]

## البدعية (المدارس السمنية)
برز العديد من الحركات السمنية قبل القرن السادس قبل الميلاد، والتي كان لها أثر كبير على تقاليد كل من فلسفتي أستيكا وناستيكا. كانت الحركة السمنية سببًا في نشوء مجموعة متنوعة من المعتقدات البدعية، والتي تتراوح أفكارها بين قبول مفهوم الروح أو إنكاره، بالإضافة إلى الذرية، والأخلاق التناقضية، والمادية، والإلحاد، واللاأدرية، والقدرية، والإرادة الحرة، وإضفاء الطابع المثالي على الزهد المتطرف إلى مفهوم الحياة الأسرية، والأهيمسا الصارمة (اللاعنف أو الرحمة) والنباتية إلى جواز العنف وأكل اللحم. انبثق عن الحركة السمنية العديد من الفلسفات البارزة الحركة كالجاينية والبوذية المبكرة وشارفاكا وأجنانا وآجيفيكا.

### فلسفة اجنانا
تُعتبر اجنانا واحدة من مدارس فلسفة ناستيكا الهندية القديمة أو مدرسة بدعية، وهي المدرسة القديمة من الشكوكية المتطرفة الهندية. تُصنّف اجنانا على أنها حركة سمنية ومنافس رئيسي للبوذية المبكرة والجاينية. جرى تسجيلها في النصوص البوذية والجاينية. يرى أتباع هذه الفلسفة أنه من المستحيل الحصول على معرفة بالطبيعة الميتافيزيقية أو التأكد من القيمة الحقيقية للاقتراحات الفلسفية، وحتى لو كانت المعرفة ممكنة، فإنها غير مجدية وغير مؤاتية للخلاص النهائي. كان أتباع هذه المدرسة من السفسطائيون الذين تخصصوا في التفنيد دون نشر أي مذهب إيجابي خاص بهم.